# Real Club Marítimo de Huelva
El Real Club Marítimo de Huelva es un club náutico de Huelva, Andalucía (España). Se encuentra ubicado a orillas de la ría del Odiel, en la zona de la Punta del Sebo, frente al Paraje Natural de las Marismas del Odiel. Cuenta con escuelas de vela y piragüismo, y promueve también diversas competiciones de pesca.

## Historia
Fue fundado en 1969 con la denominación de Club de Pesca Nuestra Señora de la Cinta, cambiando de nombre en 1976 a Club Marítimo de Huelva. En 1994 la Casa de Su Majestad el Rey le concede el título de Real.

## Actividad deportiva
Organiza anualmente desde 1973, la Semana Internacional Náutica Colombina.